# Institution de Larnay
L’institution de Larnay est, depuis 1847, un établissement français au service des déficients sensoriels (surdité, cécité) à Biard, près de Poitiers.

## Histoire de l’institution
En 1847, l'abbé Chaubier de Larnay met à disposition la propriété familiale de Biard, près de Poitiers, pour que des petites filles sourdes-muettes puissent bénéficier de l’enseignement dispensé par les religieuses de la congrégation des Filles de la Sagesse.
D’abord réservé aux jeunes sourdes, Larnay accueille à partir de 1857 de jeunes aveugles.
En 1860, l’Institution reçoit la première sourdaveugle, Germaine Cambon, puis en 1875, Marthe Obrecht, avant Marie Heurtin, en 1895.
L’Institution devient vite un centre reconnu, notamment grâce au travail de Sœur Sainte-Marguerite, l’éducatrice de Marie Heurtin, et à ses méthodes pédagogiques novatrices favorisant d’immenses progrès chez les enfants sourdes-aveugles, hier totalement isolées du monde.
Louis Arnould, professeur à l’université de Poitiers, consacre en 1900 un ouvrage au cas de Marie Heurtin sous le titre Une âme en prison. L'ouvrage est maintes fois réédité et étendu aux cas de d'Anne-Marie Poyet en 1907 et Marthe Heurtin, sœur de Marie, en 1910, sous le titre Âmes en prison, l’École française des sourdes-muettes-aveugles. Ce livre apporta une renommée internationale à Larnay et à sa méthode d‘éducation.
En 2006, la congrégation des Filles de la Sagesse transmet à l'association "Larnay Sagesse" la gestion de l’institution.

## Source
- Jean-Louis Derenne, Dossier pédagogique du film Marie Heurtin.